# Mark Heinrich von Nathusius
Mark Heinrich von Nathusius (* 2. August 1932 in Kriele/Westhavelland; † 2020 in Bonn) war ein Generalmajor des Heeres der Bundeswehr. Von 1986 bis 1990 diente er als stellvertretender Amtschef und Chef des Stabes des Heeresamtes in Köln.

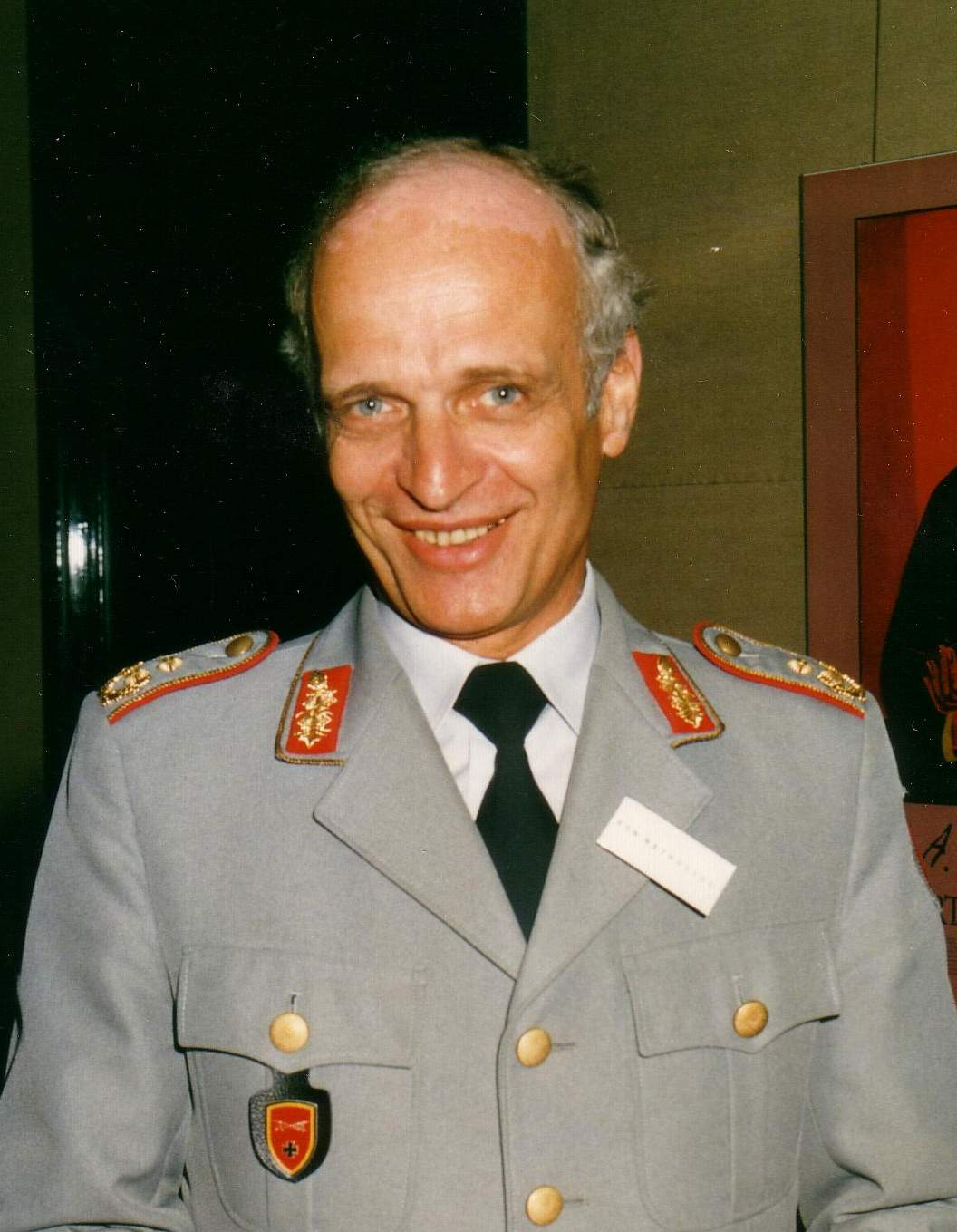
Mark Heinrich von Nathusius als stellvertretender Amtschef und Chef des Stabes des Heeresamtes in Köln, ca. 1988

## Jugend und Ausbildung
Mark Heinrich von Nathusius war der älteste Sohn des Heinrich Adolf von Nathusius (1890–1958), eines Oberstleutnants, Regierungsrats und Pfarrers. Seine Mutter war Ursula von Langen (1904–1938). Nathusius’ Stiefmutter war Dorothee von Nathusius. Sein Urgroßvater war Heinrich von Nathusius. Aus den drei Ehen des Vaters hatte Nathusius zwei weitere Brüder und drei Schwestern.
Seine Kindheit und Jugend verlebte er im heutigen Bundesland Brandenburg, zunächst in Stechow bei Rathenow, später bis 1951 in Vietmannsdorf bei Templin, wo sein Vater seit 1948 als Prediger und Pfarrer tätig war. Nathusius machte 1951 sein Abitur auf dem humanistischen Joachimsthaler Gymnasium Landesschule Templin. Nachdem der Wunsch nach einem veterinärmedizinischen Studium an der Ostberliner Humboldt-Universität wie der nach einer Ausbildung auf dem Gestüt Neustadt/Dosse aus politischen Gründen abgelehnt wurde, siedelte Nathusius 1951 aus der DDR über die damals noch grüne Grenze nach Westdeutschland über. Nach Abschluss einer landwirtschaftlichen Lehre auf dem Thieheuer'schen Rittergut in Leeseringen im Landkreis Nienburg arbeitete er als Volontär auf einem Besitz der Familie von Joest (Gut Eichholz bei Wesseling im Rheinland). Von 1954 bis 1956 war er Verwalter auf dem Gut der Familie von Borries in Steinlacke bei Herford.

## Militärische Laufbahn
Am 2. Mai 1956 trat Nathusius als Offizieranwärter in das Panzeraufklärungs-Lehrbataillon in Bremen-Grohn ein. 1958 kam die erste Versetzung als S1 (Personal) zum Panzergrenadierbataillon 43 nach Göttingen, wo er zum Oberleutnant befördert wurde.
1960 wurde Nathusius als Zugführer zur Panzeraufklärungskompanie 20 der damaligen Panzergrenadierbrigade 2 nach Braunschweig versetzt. Von 1961 bis 1964 war er Kompaniechef des 1956 aufgestellten Panzeraufklärungsbataillons 5 zunächst in Fritzlar und ab 14. Dezember 1962 in Sontra an der innerdeutschen Grenze, wohin das ganze Bataillon verlegt worden war. Das Bataillon gehörte zur 5. Panzerdivision.

### Generalstabsoffizier
Ab seinem Einsatz als Kompaniechef absolvierte Nathusius die Generalstabsvorausbildung; 1964 erfolgte die Versetzung zur Ausbildung zum Offizier im Generalstabsdienst im 7. Generalstabslehrgang Heer an die Führungsakademie der Bundeswehr (FüAkBw) Hamburg. Ab 1966 folgten zunächst Generalstabsverwendungen als G2 (Feindnachrichten und Aufklärung) und G4 (Logistik) im Stab der 1. Panzergrenadierdivision in Hannover sowie als G3 (Organisation, Einsatz, Ausbildung) im Stab der Panzerbrigade 33 am Standort Lingen an der Ems; diese Heeresbrigade war der 11. Panzergrenadierdivision in Oldenburg unterstellt.
Von 1970 bis 1972 war Nathusius in Oldenburg Kommandeur des Panzerbataillons 314 bei der Panzergrenadierbrigade 31. Mit dieser Verwendung erfolgte ein Truppengattungswechsel für den bisherigen „Aufklärer“. Nach einer einjährigen Verwendung (1973) im Bundesministerium der Verteidigung in Bonn als Hilfsreferent beim Führungsstab der Streitkräfte  (Fü S) wurde er 1974 Referatsleiter im Führungsstab des Heeres (Fü H), wo die neue Heeresstruktur 4 entwickelt wurde. 1975 wurde Nathusius zum Oberst befördert.
Am 28. September 1977 wurde er Kommandeur der Panzerbrigade 34 in Kassel, die er bis zum 31. März 1981 kommandierte.

### Heeresamt
Am 1. April 1981 erfolgte neben der Beförderung zum Brigadegeneral eine Versetzung nach Köln zum Heeresamt als Abteilungsleiter I (LtrAbt I) und General für allgemeine Heeresaufgaben (GenAllgHAufg). In der Funktion als Leiter der ersten Abteilung war Nathusius auch Vorsitzender einer Steuergruppe der deutsch-amerikanischen Heeresgeneralstabs-Gespräche. Diese Tätigkeit führte ihn in den folgenden fünf Jahren häufig in die USA. 1986 wurde Nathusius zum Generalmajor befördert, außerdem wurde er nun stellvertretender Amtschef und Chef des Stabes des Heeresamtes. Am 30. September 1990 wurde er in den vorgezogenen Ruhestand versetzt.
Seit Oktober 1990 lebte Nathusius mit seiner Frau in Bad Godesberg. Sein Grab befindet sich auf dem Friedhof der Familie Nathusius in Althaldensleben.

## Familie
Am 10. August 1962 heiratete Nathusius in Wennigsen bei Hannover. Seine Frau, Jutta von Nathusius ist die Tochter des Oberforstmeisters Eckard Flechtner (1905–1991), eines Sohnes des Generalmajors a. D. Arthur Philipp Flechtner und der Ingeborg Flechtner, geb. von Thaer (1913–2009), einer Tochter des Landeshauptmanns von Schlesien, Georg von Thaer. Nathusius hatte drei Kinder; eine Enkeltochter ist die polnische Fernsehschauspielerin Suzanna von Nathusius.

## Veröffentlichungen
- Deutsche Führung 1914 im Osten. In: Zehn Jahre Führungsakademie der Bundeswehr. Eine Erinnerungsschrift zum 1.1.1967. Bundeswehr, Hamburg 1967.